# Recinto Amurallado de Catí
El Recinto Amurallado o Murallas de Catí lo constituyen actualmente los restos de la antigua muralla de la localidad, ubicada en  la comarca del Alto Maestrazgo, en la provincia de Castellón, España. Está catalogado, por declaración genérica, como Bien de Interés  Cultural, presentando anotación ministerial número R-I-51-0011328, con fecha de anotación 22 de marzo de 2005, dentro del Conjunto Histórico catalogado a su vez como BIC.

## Descripción histórico-artística
La población de Catí estaba prácticamente en su totalidad amurallada. La parte sur de la localidad, por sus características orográficas, proporcionaba una protección natural que hacía prescindible la existencia en la misma de muro de defensa.
No se trataba de una gran muralla, sino que el muro era un resguardo y protección de la población. Pese a ello era necesario contar con una serie de portales para poder entrar o salir del recinto amurallado. Pese a que prácticamente todos estos portales se conservaban en pie en los primeros años del siglo XX,  la construcción de la carretera de Catí a la “Venta del Aire” y de Catí a “L’Hostalet de Vilardecanes” hizo que se derribaran parte de ellos. Más tarde, en 1922 se derribó el portal de la “Font Nova” o de “San Vicente” (los cuales tenían una capilla sobre los portales que tenían estructura de torre cúbica, con cuatro pilares que al unirse en lo alto en forma de arco de medio punto daban lugar a la puerta de acceso), construyéndose una nueva capilla para el santo encima del depósito de agua de la fuente. Por último, en 1932 se procedió a la destrucción de los restantes portales: el de la calle de San Roque (el cual poseía un grueso muro de defensa con casi dos metros de anchura), el del Cementerio antiguo y el de Sant Joan. La construcción de estos portales era muy similar, de estructura muy sencilla al igual que los materiales  y técnicas constructivas empleados para la misma; se hallaban adosados a los lienzos de la muralla, que en algunos casos se habían convertido en parte de viviendas, reduciéndose a una simple puerta a la que se accedía atravesando un arco de medio punto.
En 1462, y debido al conflicto bélico que se estaba produciendo en la llamada Guerra de los Dos Pedros, Catí se vio en la necesidad de reforzar su protección, por lo que renovó las puertas de acceso al recinto amurallado así como sus sistemas de cierre y restauró los lienzos de los muros que se habían destruido.
Existe documentación acreditativa del empedrado del portal llamado de la “Font Vella”, aproximadamente en 1528, con motivo de tener que pasar por él el rey Carlos I de España para acudir a las Cortes de Monzón.